# Euophrys a-notata
Euophrys a-notata là một loài nhện trong họ Salticidae.
Loài này thuộc chi Euophrys. Euophrys a-notata được Cândido Firmino de Mello-Leitão miêu tả năm 1940.